# Club Deportivo San Luis Fútbol Club
Club Deportivo San Luis Futbol Club  es un club de fútbol de Salvadoreño con sede en San Luis Talpa, departamento de La Paz. 

## Historia
El equipo compitió en Primera División la temporada 2000/2001 después de comprarle la categoría al Club Deportivo Santa Clara. Sin embargo el equipo fue incapaz de obtener buenos resultados y descendió a Segunda División esa misma temporada.

## Jugadores notables
El Salvador
- Margarito Guido HERRERA
- Rodrigo Osorio
- Marcos Castaneda
- margarito GUIDOUn jugador de alcurnia con calidad - Diario CoLatino </ref>

Argentina
- Walter Capozuchi

Brasil
- Luis Fernando Márquez
- Luis Santos
- Luciano Alves Silva

Costa Rica
- José Alberto Solano Chacón

Colombia
- John Jairo Rivas Guaza

## Entrenadores destacados
Argentina
- Raúl Héctor Cocherari (2001)

El Salvador
- Cecilio Monge
- Raúl Corcio Zavaleta
- Saúl Molina (2001)
- Ivan Ruiz
- Marco Pineda